# Список воевод Польши (с 1999)

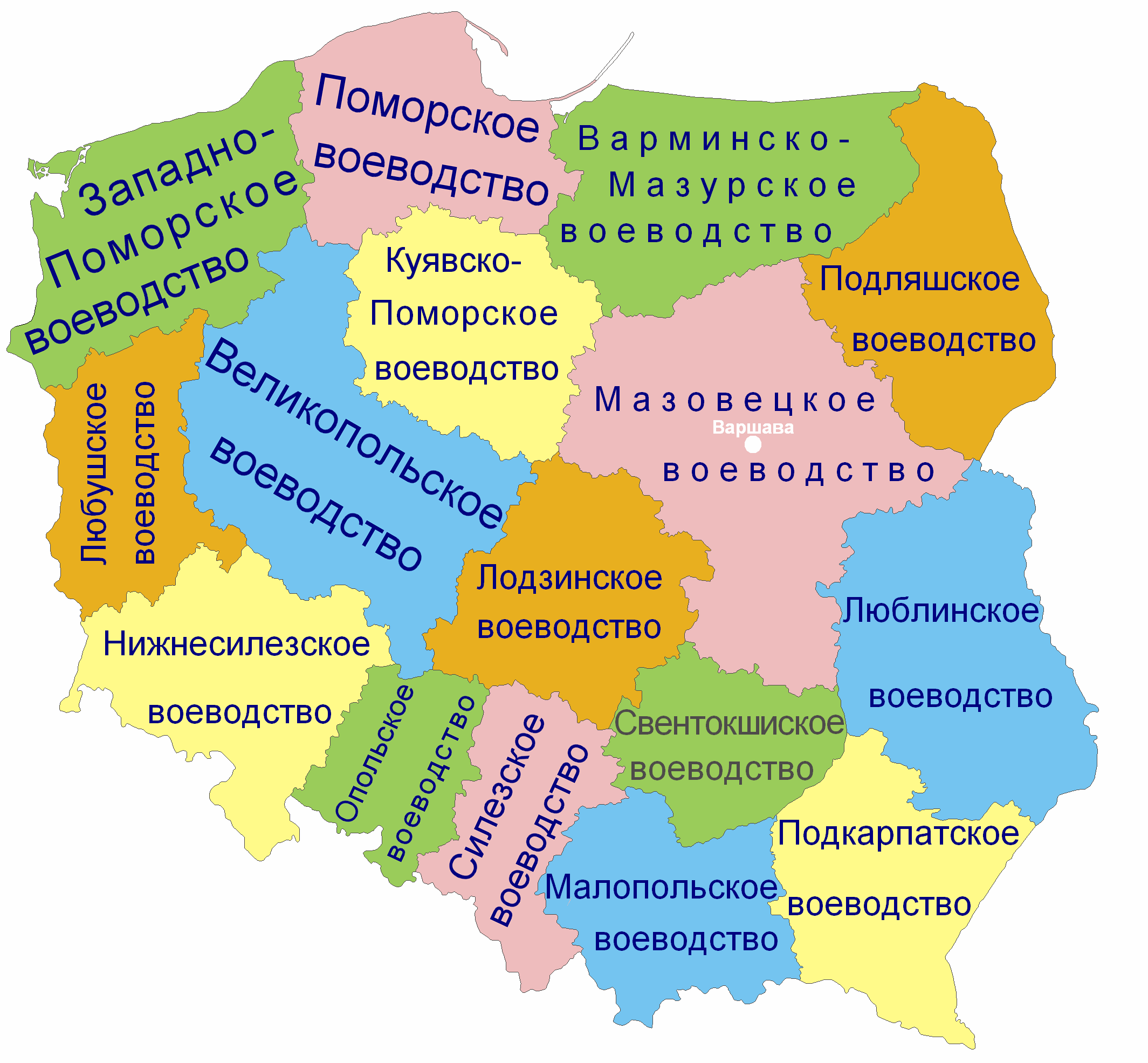
Карта воеводств Польши

Ниже приведен список глав воеводств Польши после проведения Административной реформы в 1998 году:

## Варминьско-Мазурское воеводство
| Портрет | Портрет              | Имя                            | Начало полномочий | Окончание полномочий | Партия                           |
| ------- | -------------------- | ------------------------------ | ----------------- | -------------------- | -------------------------------- |
|         |                      | Збигнев Бабальский (р. 1953)   | 20 января 1999    | 20 октября 2001      | Избирательная Акция Солидарность |
|         |                      | Станислав Шатковский (р. 1949) | 22 октября 2001   | 16 января 2006       | Союз демократических левых сил   |
|         |                      | Адам Супел (р. 1966)           | 16 января 2006    | 17 января 2007       | Право и справедливость           |
|         | Анна Шишка (р. 1949) | 2 апреля 2007                  | 29 ноября 2007    |                      | Право и справедливость           |
|         |                      | Мариан Подзиевский (р. 1955)   | 29 ноября 2007    | 8 декабря 2015       | Польская народная партия         |
|         |                      | Артур Хоецкий (р. 1974)        | 8 декабря 2015    | 2 ноября 2023        | Право и справедливость           |
|         |                      | Радослав Круль (р. 1975)       | 20 декабря 2023   |                      | Польская народная партия         |

## Великопольское воеводство
| Портрет | Портрет                    | Имя                          | Начало полномочий | Окончание полномочий | Партия                           |
| ------- | -------------------------- | ---------------------------- | ----------------- | -------------------- | -------------------------------- |
|         |                            | Мацей Мусял (р. 1952)        | 1 января 1999     | 20 июня 2000         | Избирательная Акция Солидарность |
|         | Станислав Тамм (р. 1960)   | 20 июня 2000                 | 22 октября 2001   |                      | Избирательная Акция Солидарность |
|         |                            | Анджей Новаковский (р. 1951) | 22 октября 2001   | 28 декабря 2005      | Союз демократических левых сил   |
|         |                            | Тадеуш Дзюба (р. 1948)       | 28 декабря 2005   | 29 ноября 2007       | Право и справедливость           |
|         |                            | Пётр Флорек (р. 1954)        | 29 ноября 2007    | 10 ноября 2015       | Гражданская платформа            |
|         |                            | Збигнев Хоффманн (р. 1963)   | 8 декабря 2015    | 11 ноября 2019       | Право и справедливость           |
|         | Лукаш Миколайчик (р. 1977) | 25 ноября 2019               | 15 декабря 2020   |                      | Право и справедливость           |
|         | Михал Зелинский (р. 1972)  | 29 января 2021               | 28 декабря 2023   |                      | Право и справедливость           |
|         |                            | Агата Собчик (р. 1988)       | 28 декабря 2023   |                      | Польша 2050                      |

## Западно-Поморское воеводство
| Портрет | Портрет                      | Имя                             | Начало полномочий | Окончание полномочий | Партия                           |
| ------- | ---------------------------- | ------------------------------- | ----------------- | -------------------- | -------------------------------- |
|         |                              | Владислав Лисевский (1948—2021) | 1 января 1999     | 20 октября 2001      | Избирательная Акция Солидарность |
|         |                              | Станислав Взёнтек (р. 1959)     | 20 октября 2001   | 17 октября 2005      | Союз демократических левых сил   |
|         |                              | Роберт Крупович (р. 1967)       | 12 декабря 2005   | 29 ноября 2007       | Право и справедливость           |
|         |                              | Мартин Зидорович (р. 1974)      | 29 ноября 2007    | 11 марта 2014        | Гражданская платформа            |
|         | Марек Таласевич (р. 1943)    | 12 марта 2014                   | 8 декабря 2015    |                      | Гражданская платформа            |
|         |                              | Петр Яня (1952—2016)            | 8 декабря 2015    | 14 августа 2016      | Право и справедливость           |
|         | Кшиштоф Козловский (р. 1983) | 7 сентября 2016                 | 23 января 2018    |                      | Право и справедливость           |
|         | Томаш Хинц (р. 1974)         | 5 марта 2018                    | 29 ноября 2020    |                      | Право и справедливость           |
|         | Збигнев Богуцкий (р. 1980)   | 30 ноября 2020                  | 2 ноября 2023     |                      | Право и справедливость           |
|         |                              | Адам Рудавский (р. 1966)        | 20 декабря 2023   |                      | Беспартийный                     |

## Куявско-Поморское воеводство
| Портрет | Портрет                   | Имя                          | Начало полномочий | Окончание полномочий | Партия                           |
| ------- | ------------------------- | ---------------------------- | ----------------- | -------------------- | -------------------------------- |
|         |                           | Юзеф Рогацкий (р. 1953)      | 1 января 1999     | 20 октября 2001      | Избирательная Акция Солидарность |
|         |                           | Ромуальд Косеняк (р. 1957)   | 20 октября 2001   | 26 января 2006       | Союз демократических левых сил   |
|         |                           | Юзеф Рамлау (р. 1958)        | 26 января 2006    | 24 июля 2006         | Право и справедливость           |
|         | Збигнев Хоффман (р. 1963) | 7 ноября 2006                | 29 ноября 2007    |                      | Право и справедливость           |
|         |                           | Рафал Бруский (р. 1962)      | 29 ноября 2007    | 13 декабря 2010      | Гражданская платформа            |
|         |                           | Эва Мес (р. 1951)            | 14 декабря 2010   | 8 декабря 2015       | Польская народная партия         |
|         |                           | Миколай Богданович (р. 1981) | 8 декабря 2015    | 20 декабря 2023      | Право и справедливость           |
|         |                           | Михал Штыбель (р. 1985)      | 20 декабря 2023   |                      | Гражданская платформа            |

## Лодзинское воеводство
| Портрет | Портрет           | Имя                | Начало полномочий | Окончание полномочий | Партия                           |
| ------- | ----------------- | ------------------ | ----------------- | -------------------- | -------------------------------- |
|         |                   | Михал Касинский    | 1 января 1999     | 20 октября 2001      | Избирательная Акция Солидарность |
|         |                   | Кшиштоф Маковский  | 22 октября 2001   | 13 мая 2004          | Союз демократических левых сил   |
|         | Стефан Краевский  | 13 мая 2004        | 26 января 2006    |                      | Союз демократических левых сил   |
|         |                   | Елена Петрашкевич  | 26 января 2006    | 29 ноября 2007       | Право и справедливость           |
|         |                   | Йоланта Хелминская | 29 ноября 2007    | 8 декабря 2015       | Гражданская платформа            |
|         |                   | Збигнев Рау        | 8 декабря 2015    | 11 ноября 2019       | Право и справедливость           |
|         | Тобиаш Бохеньский | 25 ноября 2019     | 18 апреля 2023    |                      | Право и справедливость           |
|         | Кароль Млынарчик  | 18 апреля 2023     | 20 декабря 2023   |                      | Право и справедливость           |
|         |                   | Дорота Рыль        | 20 декабря 2023   |                      | Гражданская платформа            |

## Люблинское воеводство
| Портрет | Портрет          | Имя                       | Начало полномочий | Окончание полномочий | Партия                           |
| ------- | ---------------- | ------------------------- | ----------------- | -------------------- | -------------------------------- |
|         |                  | Кшиштоф Михальский        | 1 января 1999     | 28 февраля 2000      | Избирательная Акция Солидарность |
|         | Вальдемар Дудзяк | 28 февраля 2000           | 20 октября 2001   |                      | Избирательная Акция Солидарность |
|         |                  | Анджей Куровский          | 20 октября 2001   | 7 декабря 2005       | Союз демократических левых сил   |
|         |                  | Войцех Славомир Жуковский | 7 декабря 2005    | 5 ноября 2007        | Право и справедливость           |
|         |                  | Генофева Токарская        | 29 ноября 2007    | 26 октября 2011      | Польская народная партия         |
|         |                  | Йоланта Шолно-Когуц       | 12 декабря 2011   | 11 марта 2014        | Гражданская платформа            |
|         | Войцех Вилк      | 12 марта 2014             | 11 ноября 2015    |                      | Гражданская платформа            |
|         |                  | Пшемыслав Чарнек          | 8 декабря 2015    | 11 ноября 2019       | Право и справедливость           |
|         | Лех Справка      | 25 ноября 2019            | 20 декабря 2023   |                      | Право и справедливость           |
|         |                  | Кшиштоф Коморский         | 20 декабря 2023   |                      | Гражданская платформа            |

## Любушское воеводство
| Портрет | Портрет           | Имя              | Начало полномочий | Окончание полномочий | Партия                           |
| ------- | ----------------- | ---------------- | ----------------- | -------------------- | -------------------------------- |
|         |                   | Ян Майхровский   | 1 января 1999     | 11 апреля 2000       | Избирательная Акция Солидарность |
|         | Станислав Иван    | 11 апреля 2000   | 20 октября 2001   |                      | Избирательная Акция Солидарность |
|         |                   | Анджей Корский   | 20 октября 2001   | 7 июля 2004          | Союз демократических левых сил   |
|         | Януш Грамза       | 26 июля 2004     | 5 января 2006     |                      | Союз демократических левых сил   |
|         |                   | Марек Аст        | 5 января 2006     | 21 августа 2006      | Право и справедливость           |
|         | Войцех Перчак     | 13 сентября 2006 | 29 ноября 2007    |                      | Право и справедливость           |
|         |                   | Елена Хатка      | 29 ноября 2007    | 26 октября 2011      | Гражданская платформа            |
|         | Мартин Яблоньский | 12 декабря 2011  | 2 апреля 2013     |                      | Гражданская платформа            |
|         | Ежи Остроух       | 29 апреля 2013   | 19 декабря 2014   |                      | Гражданская платформа            |
|         | Катажина Осос     | 26 января 2015   | 11 ноября 2015    |                      | Гражданская платформа            |
|         |                   | Владислав Дайчак | 8 декабря 2015    | 2 ноября 2023        | Право и справедливость           |
|         |                   | Марек Цебуля     | 20 декабря 2023   |                      | Гражданская платформа            |

## Мазовецкое воеводство
| Портрет | Портрет              | Имя                | Начало полномочий | Окончание полномочий | Партия                           |
| ------- | -------------------- | ------------------ | ----------------- | -------------------- | -------------------------------- |
|         |                      | Антоний Петкевич   | 1 января 1999     | 20 октября 2001      | Избирательная Акция Солидарность |
|         |                      | Лешек Мизелинский  | 21 октября 2001   | 10 января 2006       | Союз демократических левых сил   |
|         |                      | Томаш Козинский    | 10 января 2006    | 17 января 2007       | Право и справедливость           |
|         | Войцех Домбровский   | 18 января 2007     | 1 февраля 2007    |                      | Право и справедливость           |
|         | Яцек Сасин           | 15 февраля 2007    | 29 ноября 2007    |                      | Право и справедливость           |
|         |                      | Яцек Козловский    | 29 ноября 2007    | 8 декабря 2015       | Гражданская платформа            |
|         |                      | Здислав Сипьера    | 8 декабря 2015    | 11 ноября 2019       | Право и справедливость           |
|         | Константин Радзивилл | 25 ноября 2019     | 31 марта 2023     |                      | Право и справедливость           |
|         | Тобиаш Бохеньский    | 18 апреля 2023     | 13 декабря 2023   |                      | Право и справедливость           |
|         |                      | Мариуш Франковский | 13 декабря 2023   |                      | Гражданская платформа            |

## Малопольское воеводство
| Портрет | Портрет          | Имя               | Начало полномочий | Окончание полномочий | Партия                           |
| ------- | ---------------- | ----------------- | ----------------- | -------------------- | -------------------------------- |
|         |                  | Рышард Масловский | 1 января 1999     | 20 октября 2001      | Избирательная Акция Солидарность |
|         |                  | Ежи Адамик        | 20 октября 2001   | 21 декабря 2005      | Союз демократических левых сил   |
|         |                  | Витольд Кочан     | 21 декабря 2005   | 16 августа 2006      | Право и справедливость           |
|         | Мацей Клима      | 22 сентября 2006  | 5 ноября 2007     |                      | Право и справедливость           |
|         |                  | Ежи Миллер        | 29 ноября 2007    | 14 октября 2009      | Гражданская платформа            |
|         | Станислав Крацик | 29 октября 2009   | 12 декабря 2011   |                      | Гражданская платформа            |
|         | Ежи Миллер       | 12 декабря 2011   | 8 декабря 2015    |                      | Гражданская платформа            |
|         |                  | Юзеф Пильх        | 8 декабря 2015    | 2 июня 2017          | Право и справедливость           |
|         | Петр Чвик        | 2 июня 2017       | 7 августа 2020    |                      | Право и справедливость           |
|         | Лукаш Кмита      | 7 августа 2020    | 2 ноября 2023     |                      | Право и справедливость           |
|         |                  | Кшиштоф Кленчар   | 29 ноября 2007    | 14 октября 2009      | Польская народная партия         |

## Нижнесилезское воеводство
| Портрет | Портрет               | Имя               | Начало полномочий | Окончание полномочий | Партия                           |
| ------- | --------------------- | ----------------- | ----------------- | -------------------- | -------------------------------- |
|         |                       | Витольд Крохмаль  | 4 января 1999     | 22 октября 2001      | Избирательная Акция Солидарность |
|         |                       | Рышард Наврат     | 22 октября 2001   | 21 марта 2003        | Союз демократических левых сил   |
|         | Станислав Лопатовский | 31 марта 2003     | 21 декабря 2005   |                      | Союз демократических левых сил   |
|         |                       | Кшиштоф Гжельчик  | 21 декабря 2005   | 29 ноября 2007       | Право и справедливость           |
|         |                       | Рафал Юрковланец  | 29 ноября 2007    | 1 декабря 2010       | Беспартийный                     |
|         |                       | Александр Скорупа | 28 декабря 2010   | 10 марта 2014        | Гражданская платформа            |
|         | Томаш Смолаж          | 11 марта 2014     | 8 декабря 2015    |                      | Гражданская платформа            |
|         |                       | Павел Греняк      | 8 декабря 2015    | 11 ноября 2019       | Право и справедливость           |
|         | Ярослав Обремский     | 5 декабря 2019    | 22 декабря 2023   |                      | Право и справедливость           |
|         |                       | Мацей Авижень     | 22 декабря 2023   | 25 ноября 2024       | Гражданская платформа            |
|         | Анна Жабская          | 25 ноября 2024    |                   |                      | Гражданская платформа            |

## Опольское воеводство
| Портрет | Портрет             | Имя                | Начало полномочий | Окончание полномочий | Партия                           |
| ------- | ------------------- | ------------------ | ----------------- | -------------------- | -------------------------------- |
|         |                     | Адам Пензиол       | 1 января 1999     | 20 октября 2001      | Избирательная Акция Солидарность |
|         |                     | Лешек Поган        | 20 октября 2001   | 17 февраля 2003      | Союз демократических левых сил   |
|         | Эльжбета Рутковская | 19 февраля 2003    | 7 декабря 2005    |                      | Союз демократических левых сил   |
|         |                     | Богдан Томашек     | 7 декабря 2005    | 29 ноября 2007       | Право и справедливость           |
|         |                     | Рышард Вильчинский | 29 ноября 2007    | 11 ноября 2015       | Гражданская платформа            |
|         |                     | Адриан Чубак       | 8 декабря 2015    | 12 марта 2021        | Право и справедливость           |
|         | Славомир Клосовский | 15 марта 2021      | 20 декабря 2023   |                      | Право и справедливость           |
|         |                     | Моника Юрек        | 20 декабря 2023   |                      | Гражданская платформа            |

## Подкарпатское воеводство
| Портрет | Портрет | Имя                         | Начало полномочий | Окончание полномочий | Партия                           |
| ------- | ------- | --------------------------- | ----------------- | -------------------- | -------------------------------- |
|         |         | Збигнев Сечкось             | 1 января 1999     | 20 октября 2001      | Избирательная Акция Солидарность |
|         |         | Здислав Северский           | 20 октября 2001   | 3 марта 2003         | Союз демократических левых сил   |
|         | Ян Курп | 3 марта 2003                | 30 ноября 2005    |                      | Союз демократических левых сил   |
|         |         | Ева Драус                   | 30 ноября 2005    | 29 ноября 2007       | Право и справедливость           |
|         |         | Мирослав Карапыта           | 29 ноября 2007    | 30 ноября 2010       | Польская народная партия         |
|         |         | Малгожата Хомич-Смигельская | 2 декабря 2010    | 8 декабря 2015       | Гражданская платформа            |
|         |         | Ева Лениарт                 | 8 декабря 2015    | 2 ноября 2023        | Право и справедливость           |
|         |         | Тереса Кубас-Хул            | 20 декабря 2023   |                      | Гражданская платформа            |

## Подляское воеводство
| Портрет | Портрет           | Имя                | Начало полномочий | Окончание полномочий | Партия                           |
| ------- | ----------------- | ------------------ | ----------------- | -------------------- | -------------------------------- |
|         |                   | Кристина Лукашук   | 1 января 1999     | 20 октября 2001      | Избирательная Акция Солидарность |
|         |                   | Марек Стржалинский | 20 октября 2001   | 17 октября 2005      | Союз демократических левых сил   |
|         |                   | Ян Добжиньский     | 5 января 2006     | 18 января 2007       | Право и справедливость           |
|         | Богдан Пашковский | 18 января 2007     | 5 ноября 2007     |                      | Право и справедливость           |
|         |                   | Мацей Живно        | 29 ноября 2007    | 28 ноября 2014       | Гражданская платформа            |
|         | Анджей Мейер      | 22 декабря 2014    | 7 октября 2015    |                      | Гражданская платформа            |
|         |                   | Богдан Пашковский  | 8 декабря 2015    | 20 декабря 2023      | Право и справедливость           |
|         |                   | Яцек Бжозовский    | 20 декабря 2023   |                      | Гражданская платформа            |

## Поморское воеводство
| Портрет | Портрет             | Имя                 | Начало полномочий | Окончание полномочий | Партия                           |
| ------- | ------------------- | ------------------- | ----------------- | -------------------- | -------------------------------- |
|         |                     | Томаш Совинский     | 1 января 1999     | 20 октября 2001      | Избирательная Акция Солидарность |
|         |                     | Ян Рышард Курильчик | 20 октября 2001   | 26 июля 2004         | Союз демократических левых сил   |
|         | Цезарий Домбровский | 26 июля 2004        | 24 января 2006    |                      | Союз демократических левых сил   |
|         |                     | Петр Оловский       | 26 января 2006    | 26 февраля 2007      | Право и справедливость           |
|         | Петр Карчевский     | 22 мая 2007         | 29 октября 2007   |                      | Право и справедливость           |
|         |                     | Роман Заборовский   | 29 ноября 2007    | 25 октября 2011      | Гражданская платформа            |
|         | Рышард Стахурский   | 12 декабря 2011     | 8 декабря 2015    |                      | Гражданская платформа            |
|         |                     | Дариуш Дрелих       | 8 декабря 2015    | 20 декабря 2023      | Право и справедливость           |
|         |                     | Беата Руткевич      | 20 декабря 2023   |                      | Беспартийная                     |

## Свентокшиское воеводство
| Портрет | Портрет        | Имя                    | Начало полномочий | Окончание полномочий | Партия                           |
| ------- | -------------- | ---------------------- | ----------------- | -------------------- | -------------------------------- |
|         |                | Войцех Любавский       | 1 января 1999     | 20 октября 2001      | Избирательная Акция Солидарность |
|         |                | Влодзимеж Вуйчик       | 20 октября 2001   | 5 января 2006        | Союз демократических левых сил   |
|         |                | Гжегож Банаш           | 5 января 2006     | 5 ноября 2007        | Право и справедливость           |
|         |                | Божентина Палка-Коруба | 29 ноября 2007    | 8 декабря 2015       | Гражданская платформа            |
|         |                | Агата Войтышек         | 8 декабря 2015    | 11 ноября 2019       | Право и справедливость           |
|         | Збигнев Кониуш | 12 ноября 2019         | 20 декабря 2023   |                      | Право и справедливость           |
|         |                | Юзеф Брык              | 20 декабря 2023   |                      | Гражданская платформа            |

## Силезское воеводство
| Портрет | Портрет           | Имя                | Начало полномочий | Окончание полномочий | Партия                           |
| ------- | ----------------- | ------------------ | ----------------- | -------------------- | -------------------------------- |
|         |                   | Марек Кемпский     | 1 января 1999     | 7 декабря 2000       | Избирательная Акция Солидарность |
|         | Вилибальд Винклер | 9 декабря 2000     | 17 октября 2001   |                      | Избирательная Акция Солидарность |
|         |                   | Лехослав Яжембский | 22 октября 2001   | 28 декабря 2005      | Союз демократических левых сил   |
|         |                   | Томаш Петшиковский | 28 декабря 2005   | 29 ноября 2007       | Право и Справедливость           |
|         |                   | Зигмунт Лукащик    | 29 ноября 2007    | 11 марта 2014        | Гражданская платформа            |
|         | Пётр Литва        | 12 марта 2014      | 8 декабря 2015    |                      | Гражданская платформа            |
|         |                   | Ярослав Вечорек    | 8 декабря 2015    | 2 ноября 2019        | Право и Справедливость           |
|         |                   | Марек Вуйцик       | 20 декабря 2023   |                      | Гражданская платформа            |